# 伝久寺 (新宿区)
傳久寺（でんきゅうじ）は、東京都新宿区にある真宗大谷派の寺院。

## 歴史
1628年（寛永5年）、釈善甫によって開山された。元々は、現在の東京都新宿区筑土八幡町に位置していたが、翌年に横寺町に移転、1657年（明暦3年）に現在地に移転した。
当初は「成満寺」という名称であった。1640年（寛永17年）、開基の大岡傳左衛門、大岡久蔵の名から、「傳久寺」に改称した。
1945年（昭和20年）の空襲で焼失した。現在の本堂は1981年（昭和56年）に再建されたものである。

## 交通アクセス
- 神楽坂駅または江戸川橋駅より徒歩7分。